# Regierung Martens VI
Die belgische Regierung Martens VI war vom 28. November 1985 bis zum 21. Oktober 1987 im Amt. Am 7. Dezember 1985 erhielt sie das Vertrauen der Abgeordnetenkammer und am 10. Dezember 1985 das des Senats. Sie bestand aus fünfzehn Ministern (Premierminister inbegriffen) und dreizehn Staatssekretären.
Diese sechste unter Wilfried Martens (CVP) angeführte Regierung setzte sich aus flämischen und frankophonen Christlichsozialen (CVP und PSC) und Liberalen (PVV und PRL) zusammen. Die Regierung Martens VI war die Nachfolgerin der Regierung Martens V, die ebenfalls aus Christlichsozialen und Liberalen zusammengestellt war. Bei den Wahlen vom 13. Oktober 1985, die in einem Klima der Angst vor der Terrororganisation Cellules Communistes Combattantes (CCC) stattgefunden hatten, wurden sowohl die Christlichsozialen als auch die Liberalen der scheidenden Mehrheit bestätigt und die Koalition konnte somit weitergeführt werden.
Während ihrer Laufzeit wurden in der Regierung Martens VI zwei Mal Personaländerungen vorgenommen. Zuerst verließ Charles-Ferdinand Nothomb (PSC) wegen der Affäre um die Gemeinde Voeren die Regierung (Nothomb hatte in der flämischen Gemeinde mit Spracherleichterungen anstelle des kontroversen José Happart seinen Mitstreiter der Action fouronaise Roger Wynants voreilig zum Bürgermeister ernennen lassen; dieser lehnte das Amt jedoch ab). Später trat André Damseaux wegen Spannungen mit der Partei (PRL) und in der Regierung von seinem Amt zurück.
Im Jahr 1987 wurde der Streit um Voeren und die Ernennung von Happart zum Bürgermeister bzw. zum Ersten Schöffen – die mehrere Male vom Gouverneur der Provinz Limburg und schließlich von der niederländischsprachigen Abteilung des Staatsrates ausgesetzt bzw. annulliert wurde – erneut zum Problem für die Regierung Martens VI, sodass die CVP ein Ultimatum für die Lösung des Problems aussprach. Wegen der Voeren-Frage hatte Martens 1986 schon einmal seinen Rücktritt angeboten, doch hatte der König dieses zu diesem Zeitpunkt abgelehnt. Diesmal jedoch konnte die Koalition keine gemeinsame Position aushandeln und Premierminister Martens sah sich deshalb gezwungen, am 19. Oktober 1987 definitiv den Rücktritt der Regierung einzureichen. In Hinblick auf die Neuwahlen und auf eine Verfassungsreform wurde am 21. Oktober 1987 die Übergangsregierung Martens VII mit derselben Zusammensetzung gebildet.

## Zusammensetzung
| Minister | Name                                                          | Partei |
| --- | ------------------------------------------------------------- | ------ |
| Premierminister | Wilfried Martens                                              | CVP    |
| Vizepremierminister, Minister für Justiz und institutionelle Reformen | Jean Gol                                                      | PRL    |
| Minister für innere Angelegenheiten, den öffentlichen Dienst und die Dezentralisierung bis 18. Oktober 1986: Vizepremierminister, Minister für innere Angelegenheiten, den öffentlichen Dienst und die Dezentralisierung | Joseph Michel bis 18. Oktober 1986: Charles-Ferdinand Nothomb | PSC    |
| Vizepremierminister, Minister für den Haushalt, Wissenschaftspolitik und Planung | Guy Verhofstadt                                               | PVV    |
| Vizepremierminister, Minister für wirtschaftliche Angelegenheiten bis 18. Oktober 1986: Minister für wirtschaftliche Angelegenheiten                                                                                     | Philippe Maystadt                                             | PSC    |
| Minister für äußere Angelegenheiten | Leo Tindemans                                                 | CVP    |
| Minister für Finanzen | Mark Eyskens                                                  | CVP    |
| Minister für öffentliche Arbeiten | Louis Olivier                                                 | PRL    |
| Minister für Verkehrswesen und Außenhandel | Herman De Croo                                                | PVV    |
| Minister für Beschäftigung und Arbeit | Michel Hansenne                                               | PSC    |
| Minister für nationales Unterrichtswesen (N) | Daniel Coens                                                  | CVP    |
| Minister für soziale Angelegenheiten und institutionelle Reformen | Jean-Luc Dehaene                                              | CVP    |
| Minister für Landesverteidigung und Minister der Brüsseler Region | François-Xavier de Donnea                                     | PRL    |
| Minister für den Mittelstand | Jacky Buchmann                                                | PVV    |
| Minister für nationales Unterrichtswesen (F) | Antoine Duquesne bis 9. März 1987: André Damseaux             | PRL    |
| Staatssekretäre | Name                                                          | Partei |
| Staatssekretär für Entwicklungszusammenarbeit | André Kempinaire                                              | PVV    |
| Staatssekretär für Außenhandel | Etienne Knoops                                                | PRL    |
| Staatssekretär für Pensionen | Pierre Mainil                                                 | PSC    |
| Staatssekretärin für Post-, Telegrafen- und Telefonwesen | Paula D’Hondt                                                 | CVP    |
| Staatssekretär für Europäische Angelegenheiten und Landwirtschaft | Paul De Keersmaeker                                           | CVP    |
| Staatssekretär für Energie | Firmin Aerts                                                  | CVP    |
| Staatssekretär für Justiz und den Mittelstand | Georges Mundeleer                                             | PRL    |
| Staatssekretär für die Brüsseler Region | Jan Bascour                                                   | PVV    |
| Staatssekretär für die Modernisierung und die Informatisierung des öffentlichen Dienstes | Guy Lutgen                                                    | PSC    |
| Staatssekretär für den öffentlichen Dienst und Wissenschaftspolitik | Louis Bril                                                    | PVV    |
| Staatssekretär für die Brüsseler Region | Jean-Louis Thys                                               | PSC    |
| Staatssekretärin für Umwelt und soziale Emanzipation | Miet Smet                                                     | CVP    |
| Staatssekretärin für öffentliche Gesundheit und Behindertenpolitik | Wivina Demeester                                              | CVP    |